# Skytte vid olympiska sommarspelen 1900
Vid olympiska sommarspelen 1900 avgjordes nio grenar i skytte. Tävlingarna hölls mellan 3 och 5 augusti på skyttebanor i Satory och Boulogne-Billancourt. Antalet deltagare var 75 stycken från 9 länder.

## Medaljfördelning
| Medaljfördelning |               |      |        |       |        |
| Placering        | Nation        | Guld | Silver | Brons | Totalt |
| 1                | Schweiz       | 5    | 1      | 1     | 7      |
| 2                | Frankrike     | 3    | 4      | 3     | 10     |
| 3                | Danmark       | 1    | 3      | 0     | 4      |
| 4                | Norge         | 0    | 2      | 2     | 4      |
| 5                | Belgien       | 0    | 0      | 2     | 2      |
| 6                | Nederländerna | 0    | 0      | 1     | 1      |

## Medaljörer

### Herrar
| Gren                                      | Guld                                                                                           | Silver                                                                                    | Brons |
| 25 m snabbpistol Detaljer...              | Maurice Larrouy · Frankrike                                                                    | Léon Moreaux · Frankrike                                                                  | Eugène Balme · Frankrike                                                                                  |
| 50 m fripistol Detaljer...                | Karl Röderer · Schweiz                                                                         | Achille Paroche · Frankrike                                                               | Konrad Stäheli · Schweiz                                                                                  |
| 50 m fripistol lag Detaljer...            | Schweiz · Friedrich Lüthi · Paul Probst · Louis Richardet · Karl Röderer · Konrad Stäheli      | Frankrike · Louis Duffoy · Maurice Lecoq · Léon Moreaux · Achille Paroche · Jules Trinité | Nederländerna · Solko van den Bergh · Antonius Bouwens · Dirk Boest Gips · Henrik Sillem · Anthony Sweijs |
| 300 m frigevär stående Detaljer...        | Lars Jørgen Madsen · Danmark                                                                   | Ole Østmo · Norge                                                                         | Charles Paumier · Belgien                                                                                 |
| 300 m frigevär knästående Detaljer...     | Konrad Stäheli · Schweiz                                                                       | Emil Kellenberger · Schweiz Anders Peter Nielsen · Danmark                                | Ingen |
| 300 m frigevär liggande Detaljer...       | Achille Paroche · Frankrike                                                                    | Anders Peter Nielsen · Danmark                                                            | Ole Østmo · Norge                                                                                         |
| 300 m frigevär tre positioner Detaljer... | Emil Kellenberger · Schweiz                                                                    | Anders Peter Nielsen · Danmark                                                            | Paul van Asbroeck · Belgien Ole Østmo · Norge                                                             |
| 300 m frigevär lag Detaljer...            | Schweiz · Franz Böckli · Alfred Grütter · Emil Kellenberger · Louis Richardet · Konrad Stäheli | Norge · Olaf Frydenlund · Hellmer Hermandsen · Ole Østmo · Ole Sæther · Tom Seeberg       | Frankrike · Auguste Cavadini · Maurice Lecoq · Léon Moreaux · Achille Paroche · René Thomas               |
| Trap Detaljer...                          | Roger de Barbarin · Frankrike                                                                  | René Guyot · Frankrike                                                                    | Justinien de Clarys · Frankrike                                                                           |

## Deltagande nationer
Totalt deltog 75 skyttar från 9 länder vid de olympiska spelen 1900 i Paris.
| - Belgien (10) - Danmark (5) - Frankrike (37) - Nederländerna (7) - Norge (5) - Rumänien (1) - Schweiz (8) - Storbritannien (1) - Tyskland (1) |